# フョードル・スモロフ
フョードル・ミハーイロヴィチ・スモロフ（Фёдор Михайлович Смолов, 1990年2月9日 - ）は、ロシア・サラトフ出身の同国代表の元サッカー選手。現役時代のポジションはFW。

## 来歴

### クラブ
2006年からサトゥルン・ラメンスコーエのユースチームに所属し、2007年にFCディナモ・モスクワに移籍し、FCルチ・エネルギア・ウラジオストク戦でデビューを果たした。2010年7月にフェイエノールトに1年間のレンタル移籍し、8月8日、FCユトレヒト戦でエールディヴィジデビューを果たした。以降もコンスタントに出場機会が与えられたが、わずか1得点しか挙げられず、予定より半年早くディナモ・モスクワに復帰したが、ディナモではレギュラーを確保出来なかった。2012年7月10日、FCアンジ・マハチカラへ2012-13シーズン終わりまでの契約でレンタル移籍をした。2014年1月29日、再びアンジ・マハチカラへの期限付き移籍が発表された。2014-15シーズンはFCウラル・スヴェルドロフスク・オブラストにレンタルで加入することが決定した。
2015年6月2日、FCクラスノダールに4年契約で移籍。2016年4月10日の古巣エカテリンブルク戦では4ゴールを決め6-0の勝利に貢献した。2015-16シーズンのロシアサッカー・プレミアリーグでは20得点を決め、得点王を獲得。ロシア人の得点王獲得は、2007年シーズンのロマン・パヴリュチェンコ、ロマン・アダモフ以来8シーズンぶりとなった。2016-17シーズンも18ゴールを挙げる活躍をみせ、2シーズン連続で得点王に輝いた。2017-18シーズンは序盤に怪我で出遅れた影響で3年連続得点王を逃すも、最終的に14ゴールを記録した。
2018年8月9日、FCロコモティフ・モスクワに2022年までの4年契約で移籍。移籍金は900万ユーロ（約11億6000万円）。
2020年1月30日、2019-20シーズン終了までセルタ・デ・ビーゴにレンタル移籍した。

### 代表
U-21ロシア代表では中心選手としてプレー。
2012年11月にロシアA代表に初招集され、11月14日のアメリカとの親善試合で代表デビュー。代表初得点となる先制点を挙げた。
自国開催となったFIFAコンフェデレーションズカップ2017のニュージーランド戦では追加点となる得点を挙げ2-0の勝利に貢献したが、続くポルトガル、メキシコ戦では敗北を喫し、グループリーグ敗退。敗退が決まった瞬間人一倍涙した。
自国開催となった2018 FIFAワールドカップではアラン・ジャゴエフに代わり背番号10を背負い全試合に出場。得点こそなかったものの、チームのベスト8進出に貢献した。

## 人物
- 離婚歴があり、元夫人は2003年ミス・ロシアのモデルで司会者のヴィクトリア・ロピレワ（英語版）。彼女とは2012年に出会い、半年後にプロポーズして2013年12月にモルディブで式を挙げたものの、2年後に離婚。2015年10月にモデルのミランダ・シェリアとの交際が発覚し、同年秋からは2015年ミス・ロシアのモデルで女優のソフィア・ニキチュク（英語版）と交際していた[7]が、これも破局に終わっている。
- 英語に堪能で、マリオ・プーゾの「ゴッドファーザー」を愛読している[7]。
- セルタ・デ・ビーゴにローン移籍で在籍していた2020年4月、新型コロナウイルスの世界的拡大により、各プロスポーツが中心や延期に追い込まれた中、ラ・リーガも無期限のリーグ戦中断となっていた。そこでセルタのチーム関係者は、外国籍選手に自主的な一時帰国を促していたものの、ウイルス拡大が世界からに著しかったスペイン政府は、他国への渡航禁止令を発令していた。ロシアへの帰国が困難に陥る中、スモロフはセルタのチーム関係者の許可を得ずにプライベートジェット機を借りて【強行帰国】を敢行。理由は18歳のガールフレンドに逢うためだという[8][9]。結局、リーグ再会前にスペインに戻った際に罰金処分を下された。因みにセルタでは、もう一つスモロフと同様にクラブに無断で【強行帰国】したケースがある。

## 所属クラブ
- FCディナモ-2・モスクワ 2007-2008
- FCディナモ・モスクワ 2007-2015

→ フェイエノールト 2010 (loan)
→ FCアンジ・マハチカラ 2012-2013 (loan)
→ FCアンジ・マハチカラ 2014 (loan)
→ FCウラル・スヴェルドロフスク・オブラスト 2014-2015 (loan)
- FCクラスノダール 2015-2018
- FCロコモティフ・モスクワ 2018-

→ セルタ・デ・ビーゴ 2020

## 代表歴

### 出場大会
- ロシア代表
  - 2018 FIFAワールドカップ

### 試合数
- 国際Aマッチ 45試合 16得点（2012年-2021年）[10]

| ロシア代表 | 国際Aマッチ | 国際Aマッチ |
| 年         | 出場        | 得点        |
| ---------- | ----------- | ----------- |
| 2012       | 1           | 1           |
| 2013       | 4           | 1           |
| 2014       | 0           | 0           |
| 2015       | 5           | 2           |
| 2016       | 9           | 2           |
| 2017       | 9           | 5           |
| 2018       | 9           | 1           |
| 2019       | 2           | 2           |
| 2020       | 0           | 0           |
| 2021       | 6           | 2           |
| 通算       | 45          | 16          |

## タイトル

### クラブ
FCロコモティフ・モスクワ
- ロシア・カップ : 1回 (2018-19)
- ロシア・スーパーカップ : 1回 (2019)

### 個人
- ロシア・プレミアリーグ得点王: 2回（2015-16, 2016-17）
- ロシア年間最優秀サッカー選手賞：3回（2015-16, 2016-17, 2017-18）